# AvePoint
AvePoint（アブポイント）はMicrosoft 365でのデータの移行、管理、保護のSaaSソリューションを手掛ける最大手の独立系ソフトウェアベンダーである 。
米AvePointは2001年に設立され、アメリカ合衆国ニュージャージー州ジャージーシティに本社を置いている。同社はまた、カナダ、オーストラリア、南アフリカ、イギリス、フランス、ドイツ、オランダ、スイス、日本、シンガポール、中華人民共和国にもオフィスを構えている。2008年には日本法人AvePoint Japanが設立されている。
創業以来マイクロソフト社と関係が深く、過去にMicrosoft Partner of the Yearを5回受賞している。

## 沿革
2001年にシュンカイ・ゴン（Xunkai Gong）とテン・イー（Tianyi "TJ" Jiang）の2名によって米国で設立された。当初はマイクロソフトの電子メールサービスであるExchangeのバックアップ製品を開発・販売していた。その後、SharePointを中心としたマイクロソフトの製品のバックアップ製品の開発に注力対象を切り替え、企業データの移行、管理、保護を軸に事業展開している。
2008年に日本法人を設立した。
2020年11月にSPACを通じての上場の計画を発表し、2021年7月2日にNASDAQへの上場を完了した。

## 製品
企業のデータの移行、管理、保護をサポートするソリューションをSaaSとオンプレミスで提供している。

### SaaS製品
AvePointのクラウドは世界の14以上のデータセンターでホストされており、4つの言語でサービスを提供している。同社のSaaS製品には以下のようなものがある。
- AvePoint Cloud Backup Microsoft 365、Dynamics、Salesforce、Google Workspaceなどを対象にした無制限のクラウドバックアップ。[8]同製品は2021年11月にフォレスター・リサーチ社のレポートにて、データ保護SaaSアプリケーション部門で最もスコアの高い「リーダー」として選ばれている。[9]
- AvePoint Cloud Governance Microsoft 365のワークプレイス（Teams、Sites、Groupsなど）のプロビジョニングや管理、保守を自動化[10]
- AvePoint Policies and Insights Microsoft 365の情報管理ポリシーに違反する権限・メンバー・構成の変更を自動で検出・修正[11]
- AvePoint Cloud Records Microsoft Office 365のコンテンツ、物理記録の管理をシンプル化し、リスク抑制・コンプライアンス遵守を実現[12]
- AvePoint EduTech 教育機関や社員教育を必要とする企業向けの、Microsoft 365に統合された学習管理システム[13]
  - Curricula: Microsoft 365とMicrosoft Teamsに統合された学習管理システム。コラボレーションを促し、生徒がいつどこでも、どのデバイス上でも学習できる環境を提供
  - Examena: 試験の管理システム。顔認識システムやAIの不正対策、万一の通信切断機能などが備わっており、オンライン試験が安全で公平に実施できるようになる。また、テスト会場の選定やマーキングの自動化など、オフライン・オンラインに関わらず、試験業務を円滑にするソリューションを提供

### オンプレミス製品
- AvePoint FLY Server データの移行製品。SharePoint、ファイルサーバー、Box、Dropbox、Microsoft 365など含む数十の移行元から、Microsoft 365のTeams、Groups、Exchange、OneDrive、SharePointへとデータを移行できる[14]